# Agheleh Rezaie
Agheleh Rezaie, född cirka 1980, är en iransk skådespelare. Hon spelade den unga flickan Nogreh, som drömde om att bli Afghanistans första kvinnliga president, i den iranska filmen Fem på eftermiddagen. Filmen hade premiär 2003 och har sänts i svensk TV.
Senare har Rezaie bland annat medverkat i Sag-haye velgard från 2004 (som modern) och den  tyska filmen Passing the Rainbow från 2008 (som president, journalist och lärare).

## Filmografi
- Fem på eftermiddagen (2003) – Nogreh[2]
- Sag-haye velgard (2004) – modern[2]
- Passing the Rainbow (2008) – president/journalist/lärare[3]